# Misumena nana
Misumena nana är en spindelart som beskrevs av Roger de Lessert 1933. Misumena nana ingår i släktet Misumena och familjen krabbspindlar.
Artens utbredningsområde är Angola. Inga underarter finns listade i Catalogue of Life.